# Europees kampioenschap voetbal onder 16 - 1998 (kwalificatie)
Het kwalificatietoernooi voor het Europees kampioenschap voetbal onder 16 voor mannen 1998 was een toernooi dat duurde van 14 september 1997 tot en met 7 maart 1998. Dit toernooi zou bepalen welke 15 landen zich kwalificeerden voor het Europees kampioenschap voetbal mannen onder 16 van 1998.
Schotland hoefde niet aan dit toernooi mee te doen, omdat dit land als gastland direct gekwalificeerd is voor het hoofdtoernooi.

## Gekwalificeerde landen
| Land          | Gekwalificeerd als           | Aantal deelnames |
| ------------- | ---------------------------- | ---------------- |
| Schotland     | Gastland                     | 8e               |
| Spanje        | Winnaar kwalificatiegroep 1  | 13e              |
| Kroatië       | Winnaar kwalificatiegroep 2  | 2e               |
| Denemarken    | Winnaar kwalificatiegroep 3  | 8e               |
| Portugal      | Winnaar kwalificatiegroep 4  | 13e              |
| Italië        | Winnaar kwalificatiegroep 5  | 10e              |
| Israël        | Winnaar kwalificatiegroep 6  | 5e               |
| Rusland       | Winnaar kwalificatiegroep 7  | 3e               |
| Liechtenstein | Winnaar kwalificatiegroep 8  | Debuut           |
| Oekraïne      | Winnaar kwalificatiegroep 9  | 4e               |
| Griekenland   | Winnaar kwalificatiegroep 10 | 8e               |
| Zweden        | Winnaar kwalificatiegroep 11 | 7e               |
| Finland       | Winnaar kwalificatiegroep 12 | 5e               |
| IJsland       | Winnaar kwalificatiegroep 13 | 6e               |
| Ierland       | Winnaar kwalificatiegroep 14 | 6e               |
| Noorwegen     | Winnaar kwalificatiegroep 15 | 7e               |

## Kwalificatieronde

### Groep 1
De wedstrijden werden gespeeld tussen 4 en 11 november 1997 in Spanje.
| Pos | Team            | Wed | W | G | V | Ptn | DV | DT | +/− | Kwalificatie                      |   | ESP | MKD | WAL |
| --- | --------------- | --- | - | - | - | --- | -- | -- | --- | --------------------------------- | - | --- | --- | --- |
| 1   | Spanje          | 2   | 1 | 1 | 0 | 4   | 3  | 1  | +2  | Geplaatst voor het hoofdtoernooi. |   | —   | 0–0 | 3–1 |
| 2   | Noord-Macedonië | 2   | 0 | 2 | 0 | 2   | 1  | 1  | 0   |                                   |   | —   | —   | 1–1 |
| 3   | Wales           | 2   | 0 | 1 | 1 | 1   | 2  | 4  | −2  |                                   | — | —   | —   |     |

### Groep 2
De wedstrijden werden gespeeld tussen 3 en 7 maart 1998 in Engeland.
| Pos | Team                  | Wed | W | G | V | Ptn | DV | DT | +/− | Kwalificatie                      |   | CRO | ENG | SVK | BIH |
| --- | --------------------- | --- | - | - | - | --- | -- | -- | --- | --------------------------------- | - | --- | --- | --- | --- |
| 1   | Kroatië               | 3   | 2 | 1 | 0 | 7   | 9  | 1  | +8  | Geplaatst voor het hoofdtoernooi. |   | —   | 1–1 | 4–0 | 4–0 |
| 2   | Engeland              | 3   | 1 | 2 | 0 | 5   | 4  | 2  | +2  |                                   |   | —   | —   | 0–0 | 3–1 |
| 3   | Slowakije             | 3   | 0 | 2 | 1 | 2   | 0  | 4  | −4  |                                   | — | —   | —   | 0–0 |     |
| 4   | Bosnië en Herzegovina | 3   | 0 | 1 | 2 | 1   | 1  | 7  | −6  |                                   | — | —   | —   | —   |     |

### Groep 3
De wedstrijden werden gespeeld tussen 20 en 24 oktober 1997 in Slovenië.
| Pos | Team       | Wed | W | G | V | Ptn | DV | DT | +/− | Kwalificatie                      |   | DEN | SLO | TUR |
| --- | ---------- | --- | - | - | - | --- | -- | -- | --- | --------------------------------- | - | --- | --- | --- |
| 1   | Denemarken | 2   | 2 | 0 | 0 | 6   | 2  | 0  | +2  | Geplaatst voor het hoofdtoernooi. |   | —   | 1–0 | 1–0 |
| 2   | Slovenië   | 2   | 1 | 0 | 1 | 3   | 3  | 1  | +2  |                                   |   | —   | —   | 3–0 |
| 3   | Turkije    | 2   | 0 | 0 | 2 | 0   | 0  | 4  | −4  |                                   | — | —   | —   |     |

### Groep 4
De wedstrijden werden gespeeld tussen 1 en 5 oktober 1997 in Portugal.
| Pos | Team       | Wed | W | G | V | Ptn | DV | DT | +/− | Kwalificatie                      |   | POR | AUT | SMR |
| --- | ---------- | --- | - | - | - | --- | -- | -- | --- | --------------------------------- | - | --- | --- | --- |
| 1   | Portugal   | 2   | 2 | 0 | 0 | 6   | 8  | 0  | +8  | Geplaatst voor het hoofdtoernooi. |   | —   | 1–0 | 7–0 |
| 2   | Oostenrijk | 2   | 1 | 0 | 1 | 3   | 9  | 2  | +7  |                                   |   | —   | —   | 9–1 |
| 3   | San Marino | 2   | 0 | 0 | 2 | 0   | 1  | 16 | −15 |                                   | — | —   | —   |     |

### Groep 5
De wedstrijden werden gespeeld tussen 3 en 7 maart 1998 in Andorra.
| Pos | Team     | Wed | W | G | V | Ptn | DV | DT | +/− | Kwalificatie                      |   | ITA | CZE | AND  |
| --- | -------- | --- | - | - | - | --- | -- | -- | --- | --------------------------------- | - | --- | --- | ---- |
| 1   | Italië   | 2   | 1 | 1 | 0 | 4   | 11 | 0  | +11 | Geplaatst voor het hoofdtoernooi. |   | —   | 0–0 | 11–0 |
| 2   | Tsjechië | 2   | 1 | 1 | 0 | 4   | 10 | 0  | +10 |                                   |   | —   | —   | 10–0 |
| 3   | Andorra  | 2   | 0 | 0 | 2 | 0   | 0  | 21 | −21 |                                   | — | —   | —   |      |

### Groep 6
De wedstrijden werden gespeeld tussen 24 en 28 november 1997 in Duitsland.
| Pos | Team        | Wed | W | G | V | Ptn | DV | DT | +/− | Kwalificatie                      |   | ISR | GER | SUI | MDA |
| --- | ----------- | --- | - | - | - | --- | -- | -- | --- | --------------------------------- | - | --- | --- | --- | --- |
| 1   | Israël      | 3   | 2 | 1 | 0 | 7   | 9  | 2  | +7  | Geplaatst voor het hoofdtoernooi. |   | —   | 1–0 | 1–1 | 7–1 |
| 2   | Duitsland   | 3   | 2 | 0 | 1 | 6   | 8  | 1  | +7  |                                   |   | —   | —   | 1–0 | 7–0 |
| 3   | Zwitserland | 3   | 1 | 1 | 1 | 4   | 5  | 2  | +3  |                                   | — | —   | —   | 4–0 |     |
| 4   | Moldavië    | 3   | 0 | 0 | 3 | 0   | 1  | 18 | −17 |                                   | — | —   | —   | —   |     |

### Groep 7
De wedstrijden werden gespeeld tussen 22 en 26 september 1997 in Hongarije.
| Pos | Team        | Wed | W | G | V | Ptn | DV | DT | +/− | Kwalificatie                      |   | RUS | HUN | YUG | ARM |
| --- | ----------- | --- | - | - | - | --- | -- | -- | --- | --------------------------------- | - | --- | --- | --- | --- |
| 1   | Rusland     | 3   | 2 | 1 | 0 | 7   | 10 | 3  | +7  | Geplaatst voor het hoofdtoernooi. |   | —   | 0–0 | 3–2 | 7–1 |
| 2   | Hongarije   | 3   | 2 | 1 | 0 | 7   | 8  | 1  | +7  |                                   |   | —   | —   | 3–1 | 5–0 |
| 3   | Joegoslavië | 3   | 1 | 0 | 2 | 3   | 6  | 6  | 0   |                                   | — | —   | —   | 2–0 |     |
| 4   | Armenië     | 3   | 0 | 0 | 3 | 0   | 1  | 15 | −14 |                                   | — | —   | —   | —   |     |

### Groep 8
De wedstrijden werden gespeeld tussen 23 en 27 februari 1998 in Liechtenstein.
| Pos | Team          | Wed | W | G | V | Ptn | DV | DT | +/− | Kwalificatie                      |   | LIE | BUL | AZE |
| --- | ------------- | --- | - | - | - | --- | -- | -- | --- | --------------------------------- | - | --- | --- | --- |
| 1   | Liechtenstein | 2   | 2 | 0 | 0 | 6   | 3  | 1  | +2  | Geplaatst voor het hoofdtoernooi. |   | —   | 2–1 | 1–0 |
| 2   | Bulgarije     | 2   | 0 | 1 | 1 | 1   | 2  | 3  | −1  |                                   |   | —   | —   | 1–1 |
| 3   | Azerbeidzjan  | 2   | 0 | 1 | 1 | 1   | 1  | 2  | −1  |                                   | — | —   | —   |     |

### Groep 9
De wedstrijden werden gespeeld tussen 24 september en 2 december 1997.
| Pos | Team     | Wed | W | G | V | Ptn | DV | DT | +/− | Kwalificatie                      |     | UKR | ROU | GEO |
| --- | -------- | --- | - | - | - | --- | -- | -- | --- | --------------------------------- | --- | --- | --- | --- |
| 1   | Oekraïne | 4   | 3 | 1 | 0 | 10  | 7  | 0  | +7  | Geplaatst voor het hoofdtoernooi. |     | —   | 0–0 | 2–0 |
| 2   | Roemenië | 4   | 2 | 1 | 1 | 7   | 5  | 2  | +3  |                                   |     | 0–1 | —   | 4–1 |
| 3   | Georgië  | 4   | 0 | 0 | 4 | 0   | 1  | 11 | −10 |                                   | 0–4 | 0–1 | —   |     |

### Groep 10
De wedstrijden werden gespeeld tussen 1 en 5 maart 1998 in Cyprus.
| Pos | Team        | Wed | W | G | V | Ptn | DV | DT | +/− | Kwalificatie                      |   | GRE | CYP | MLT |
| --- | ----------- | --- | - | - | - | --- | -- | -- | --- | --------------------------------- | - | --- | --- | --- |
| 1   | Griekenland | 2   | 2 | 0 | 0 | 6   | 6  | 1  | +5  | Geplaatst voor het hoofdtoernooi. |   | —   | 2–1 | 4–0 |
| 2   | Cyprus      | 2   | 0 | 1 | 1 | 1   | 2  | 3  | −1  |                                   |   | —   | —   | 1–1 |
| 3   | Malta       | 2   | 0 | 1 | 1 | 1   | 1  | 5  | −4  |                                   | — | —   | —   |     |

### Groep 11
De wedstrijden werden gespeeld tussen 26 en 30 oktober 1997 in Frankrijk en Luxemburg.
| Pos | Team      | Wed | W | G | V | Ptn | DV | DT | +/− | Kwalificatie                      |   | SWE | FRA | LTU | LUX |
| --- | --------- | --- | - | - | - | --- | -- | -- | --- | --------------------------------- | - | --- | --- | --- | --- |
| 1   | Zweden    | 3   | 2 | 1 | 0 | 7   | 8  | 5  | +3  | Geplaatst voor het hoofdtoernooi. |   | —   | 2–1 | 2–2 | 4–2 |
| 2   | Frankrijk | 3   | 2 | 0 | 1 | 6   | 9  | 2  | +7  |                                   |   | —   | —   | 3–0 | 5–0 |
| 3   | Litouwen  | 3   | 1 | 1 | 1 | 4   | 3  | 5  | −2  |                                   | — | —   | —   | 1–0 |     |
| 4   | Luxemburg | 3   | 0 | 0 | 3 | 0   | 2  | 10 | −8  |                                   | — | —   | —   | —   |     |

### Groep 12
De wedstrijden werden gespeeld tussen 14 en 18 oktober 1997 in Nederland.
| Pos | Team      | Wed | W | G | V | Ptn | DV | DT | +/− | Kwalificatie                      |   | FIN | NED | FAR |
| --- | --------- | --- | - | - | - | --- | -- | -- | --- | --------------------------------- | - | --- | --- | --- |
| 1   | Finland   | 2   | 2 | 0 | 0 | 6   | 9  | 1  | +8  | Geplaatst voor het hoofdtoernooi. |   | —   | 2–1 | 7–0 |
| 2   | Nederland | 2   | 1 | 0 | 1 | 3   | 8  | 2  | +6  |                                   |   | —   | —   | 7–0 |
| 3   | Faeröer   | 2   | 0 | 0 | 2 | 0   | 0  | 14 | −14 |                                   | — | —   | —   |     |

### Groep 13
De wedstrijden werden gespeeld tussen 24 en 28 september 1997 in Riga.
| Pos | Team    | Wed | W | G | V | Ptn | DV | DT | +/− | Kwalificatie                      |   | ISL | POL | LAT |
| --- | ------- | --- | - | - | - | --- | -- | -- | --- | --------------------------------- | - | --- | --- | --- |
| 1   | IJsland | 2   | 1 | 1 | 0 | 4   | 6  | 2  | +4  | Geplaatst voor het hoofdtoernooi. |   | —   | 2–2 | 4–0 |
| 2   | Polen   | 2   | 1 | 1 | 0 | 4   | 4  | 2  | +2  |                                   |   | —   | —   | 2–0 |
| 3   | Letland | 2   | 0 | 0 | 2 | 0   | 0  | 6  | −6  |                                   | — | —   | —   |     |

### Groep 14
De wedstrijden werden gespeeld tussen 23 en 27 februari 1998 in Ierland.
| Pos | Team          | Wed | W | G | V | Ptn | DV | DT | +/− | Kwalificatie                      |   | IRL | NIR | BEL |
| --- | ------------- | --- | - | - | - | --- | -- | -- | --- | --------------------------------- | - | --- | --- | --- |
| 1   | Ierland       | 2   | 1 | 1 | 0 | 4   | 6  | 2  | +4  | Geplaatst voor het hoofdtoernooi. |   | —   | 0–0 | 2–1 |
| 2   | Noord-Ierland | 2   | 1 | 1 | 0 | 4   | 4  | 2  | +2  |                                   |   | —   | —   | 1–0 |
| 3   | België        | 2   | 0 | 0 | 2 | 0   | 0  | 6  | −6  |                                   | — | —   | —   |     |

### Groep 15
De wedstrijden werden gespeeld tussen 14 en 18 september 1997 in Estland.
| Pos | Team        | Wed | W | G | V | Ptn | DV | DT | +/− | Kwalificatie                      |   | NOR | BLR | EST |
| --- | ----------- | --- | - | - | - | --- | -- | -- | --- | --------------------------------- | - | --- | --- | --- |
| 1   | Noorwegen   | 2   | 2 | 0 | 0 | 6   | 8  | 1  | +7  | Geplaatst voor het hoofdtoernooi. |   | —   | 3–1 | 5–0 |
| 2   | Wit-Rusland | 2   | 1 | 0 | 1 | 3   | 6  | 3  | +3  |                                   |   | —   | —   | 5–0 |
| 3   | Estland     | 2   | 0 | 0 | 2 | 0   | 0  | 10 | −10 |                                   | — | —   | —   |     |

Jeugd-EK's: onder 21 · onder 19       Jeugd-WK's: onder 20 · onder 17